# 沙帕达
沙帕达是巴西南大河州的一个市镇。总面积684.04平方公里，总人口9440人，人口密度13.8人/平方公里。